# Pilumnus karachiensis
Pilumnus karachiensis is een krabbensoort uit de familie van de Pilumnidae. De wetenschappelijke naam van de soort is voor het eerst geldig gepubliceerd in 1987 door Deb.